# Émile Kenmogne
Émile Kenmogne (né le 23 octobre 1965 à Bafoussam, dans la région de l'Ouest) est professeur des universités et docteur en philosophie camerounais. Il est aussi auteur de plusieurs livres et articles scientifiques.
Il est depuis le 3 septembre 2021 doyen de la Faculté des Lettres et Sciences Humaines (FLSH) de l'université de Dschang.

## Biographie

### Enfance, éducation et débuts
Émile Kenmogne est né le 23 octobre 1965 à Bafoussam dans la région de l'Ouest au Cameroun. Après le baccalauréat, il est admis à l'Université de Yaoundé I. Il y obtient une licence en philosophie. Au terme de sa formation à l'École normale supérieure de Yaoundé, il obtient le diplôme de professeur des enseignements secondaires deuxième grade (DIPES II) en Philosophie.
En 2005, il soutient une thèse de doctorat Ph.D à l'université de Yaoundé 1. En 2011, à l'université de Paris Est, il obtient une habilitation à diriger les recherches (HDR) en philosophie. En 2012, il est admis comme maître de conférences en philosophie pratique de l’Université de Yaoundé I et, depuis 2018, il est professeur titulaire des universités.

### Carrière administrative
Au Cameroun, Émile Kenmogne occupe plusieurs postes de responsabilité. En 2015, il est nommé chef de division des études, de la prospection et des statistiques au Ministère de l'Enseignement Supérieur. Deux ans après, il devient inspecteur des services no 2 et en 2019, il est inspecteur des services no 1.
En 2020, il est chargé de la direction du département de philosophie à l'Université de Yaoundé I, cumulativement avec ses fonctions d'inspecteur des services. Le 3 septembre 2021, à la suite du décret no 2021/438 du 20 août 2021, il devient doyen de l'Université de Dschang. Entre 2007 et 2013, Émile Kenmogne organise plusieurs colloques au Cameroun. 
Auteur de plusieurs livres et articles scientifiques, il est par ailleurs promoteur de l'Observatoire de la Gouvernance Universitaire et secrétaire général du Cercaphi (Cercle Camerounais de Philosophie).

## Publications
Émile Kenmogne est l'auteur de l'ouvrage Comprendre la philosophie. Accent sur les méthodologies (Poitiers, 2011). Ce livre a été classé comme manuel au programme officiel des classes de Terminales littéraires, scientifiques et techniques.
- 2000 et 2001 : Philosophie et politique chez E. Njoh-Mouellé, 1re puis 2e édition corrigée, Yaoundé, Puy[7].
- 2000 et 2005 : Comprendre la philosophie - 1re puis 2e édition revue et augmentée, Yaoundé, Puy[7].
- 2011 : Comprendre la philosophie. Accent sur les méthodologies, Poitiers, Éditions du progrès humain international (éphi)[7].
- 2016 : Maladies paranormales et rationalités. Contribution à l’épistémologie de la santé, Paris, L’Harmattan[8].

### Directeur
- 2010 : Philosophie et problématique du développement, collectif, Paris, L’Harmattan[9].
- 2014 : Ébénézer Njoh Mouelle, Penseur du développement et de la politique, Yaoundé, CLE, collectif[10].

### Coéditeur
- 2006 : Philosophes du Cameroun, collectif, Yaoundé, PUY, avec Ebénézer Njoh Mouelle[11].
- 2010 : Pierre Meinrad Hebga. Philosophie et anthropologie, collectif, Paris, L’Harmattan, avec Robert Ndébi Biya[12]
- 2015 : Vie et éthique, de Bergson à nous, Paris, L’Harmattan, avec Ebénézer Njoh Mouelle[13]